# Кундево
Кундево е село в Южна България. То се намира в община Неделино, област Смолян.

## География
Село Кундево се намира в планински район. То е трето по големина село след Гърнати и Средец.